# Episodi di Im Namen des Gesetzes (seconda stagione)
La seconda stagione della serie televisiva Im Namen des Gesetzes è stata trasmessa in anteprima in Germania dalla RTL Television tra il 19 marzo 1996 e il 20 agosto 1996.
| nº | Titolo originale    | Titolo italiano | Prima TV Germania | Prima TV Italia |
| -- | ------------------- | --------------- | ----------------- | --------------- |
| 1  | Frohe Weihnachten   | inedito         | 19 marzo 1996     | inedito         |
| 2  | Kurzschluß          | inedito         | 26 marzo 1996     | inedito         |
| 3  | Der Außenseiter     | inedito         | 2 aprile 1996     | inedito         |
| 4  | Ganovenehre         | inedito         | 9 aprile 1996     | inedito         |
| 5  | Fassadenschwindel   | inedito         | 16 aprile 1996    | inedito         |
| 6  | Herr und Hund       | inedito         | 23 aprile 1996    | inedito         |
| 7  | Auf und davon       | inedito         | 30 aprile 1996    | inedito         |
| 8  | Trauma              | inedito         | 21 maggio 1996    | inedito         |
| 9  | Die letzte Fete     | inedito         | 28 maggio 1996    | inedito         |
| 10 | Leerlauf            | inedito         | 4 giugno 1996     | inedito         |
| 11 | Der Tipp            | inedito         | 11 giugno 1996    | inedito         |
| 12 | Kreuzfeuer          | inedito         | 18 giugno 1996    | inedito         |
| 13 | Tödlicher Glaube    | inedito         | 25 giugno 1996    | inedito         |
| 14 | Siebzehn Jahr       | inedito         | 2 luglio 1996     | inedito         |
| 15 | Detektive           | inedito         | 9 luglio 1996     | inedito         |
| 16 | Hinter den Kulissen | inedito         | 16 luglio 1996    | inedito         |
| 17 | Der Hausboy         | inedito         | 23 luglio 1996    | inedito         |
| 18 | Das Heim            | inedito         | 30 luglio 1996    | inedito         |
| 19 | Ende eines Ausflugs | inedito         | 6 agosto 1996     | inedito         |
| 20 | Der Diplomat        | inedito         | 13 agosto 1996    | inedito         |
| 21 | Tod im Netz         | inedito         | 20 agosto 1996    | inedito         |